# Angus Drive
Angus Drive je prvi EP kanadske pjevačice Avril Lavigne, koji je izašao 1. svibnja 2003. godine u izdanju Ariste. Na EP-u se nalaze četiri pjesme s njenog prvog studijskog albuma.
Angus drive je vrlo rijedak CD. objavljen je samo u promotivne svrhe. Bio je unaprijed objavljen kod DJ-eva, na radio stanicama i kod odabranih ljudi kao dio male promotivne kampanje. Bilo je glasina da je samo 1000 primjeraka objavljeno.

## Popis pjesama

### Američko CD izdanje
| Br. | Skladba       | Trajanje |
| --- | ------------- | -------- |
| 1.  | »Sk8er Boi«   | 3:24     |
| 2.  | »Unwanted«    | 3:42     |
| 3.  | »Losing Grip« | 3:51     |
| 4.  | »Complicated« | 4:01     |

### Britansko CD izdanje[1]
| Br. | Skladba                                  | Trajanje |
| --- | ---------------------------------------- | -------- |
| 1.  | »Complicated«                            | 4:01     |
| 2.  | »I Don't Give« (B-strana od Complicated) | 3:38     |
| 3.  | »Why« (B-strana od Complicated)          | 3:59     |
| 4.  | »Complicated« (videospot)                |          |